# Beaufort’s Dyke
Koordinaten: 54° 47′ N, 5° 25′ W

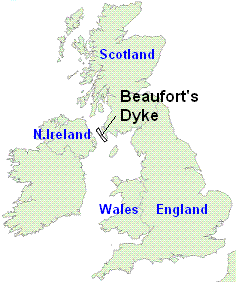
Beaufort’s Dyke

Beaufort’s Dyke ist ein etwa 50 km langer und 5 km breiter Seegraben zwischen Schottland und Nordirland. Mit einer Tiefe von bis zu 312 Metern stellt er einen der tiefsten Punkte des europäischen Kontinentalschelfs dar.
Seit dem frühen 20. Jahrhundert bis 1976 ließ die britische Regierung dort Munition, Chemiewaffen und radioaktiven Müll versenken. Heute stellt dies ein hohes Sicherheitsrisiko dar.